# Jack, o Estripador
Jack, o Estripador (em inglês:  Jack the Ripper) é o pseudônimo mais conhecido para designar um famoso assassino em série não identificado que atuou na periferia de Whitechapel, distrito de Londres, e arredores em 1888. O nome "Jack, o Estripador" se originou de uma carta (Dear Boss) escrita por alguém que alegava ser o assassino e a qual foi amplamente divulgada pela imprensa da época. É possível que a carta seja falsa e talvez tenha sido escrita por jornalistas em uma tentativa de aumentar o interesse sobre o caso e vender jornais. O homicida também foi chamado de o Assassino de Whitechapel (em inglês: Whitechapel Murderer) ou Avental de Couro (em inglês: Leather Apron) enquanto os assassinatos ocorriam, mas alguns jornalistas contemporâneos ainda utilizam tais denominações.
Os ataques atribuídos a Jack, o Estripador tipicamente envolviam prostitutas que viviam e trabalhavam nos bairros pobres de East End, cujas gargantas eram cortadas para então sofrerem cortes abdominais. A remoção de órgãos internos de ao menos três vítimas levantou a possibilidade do assassino ter algum conhecimento de cirurgia e anatomia. Rumores sobre a identidade do homicida se intensificaram entre setembro e outubro de 1888, quando a Scotland Yard e a imprensa receberam outras cartas supostamente escritas pelo assassino. Uma delas, a carta "From Hell", recebida por George Lusk do Comitê de Vigilância de Whitechapel, incluía a metade de um rim humano preservado, possivelmente retirado de uma das vítimas. A opinião pública acreditou na existência de um único assassino em série chamado "Jack, o Estripador" principalmente devido à natureza brutal das matanças, como também por causa do sensacionalismo da imprensa em relação aos homicídios.
Vários jornais cobriram exaustivamente o caso e consolidaram a fama internacional do Estripador, bem como a lenda sobre a sua identidade. Uma investigação de uma série de onze assassinatos brutais em Whitechapel em 1891 não conseguiu relacionar estes com os homicídios de 1888. As cinco vítimas — Mary Ann Nichols, Annie Chapman, Elizabeth Stride, Catherine Eddowes e Mary Jane Kelly — são conhecidas como as "cinco canônicas", e suas mortes entre 31 de agosto e 9 de novembro de 1888 são geralmente consideradas as mais plausíveis de estarem conectadas. Os assassinatos nunca foram resolvidos, e as lendas acerca destes se tornaram genuinamente pesquisa histórica, folclore e pseudo-história. Atualmente existem mais de cem suspeitos de serem Jack, o Estripador, e os homicídios inspiraram muitos trabalhos ficcionais.

## Contexto histórico

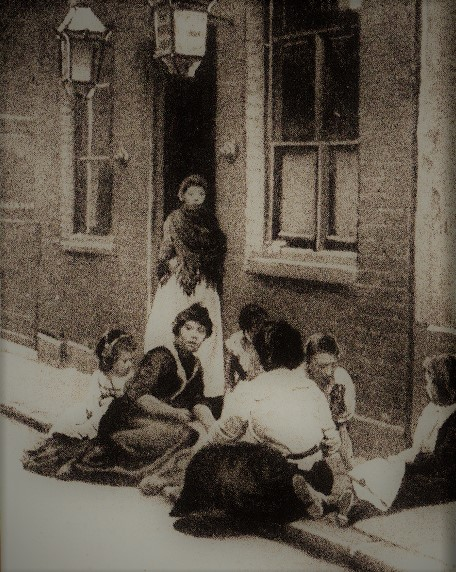
Mulheres e crianças em Whitechapel em frente a alojamentos comuns, em meados do período dos assassinatos e nas cercanias onde Jack, o Estripador cometeu dois de seus crimes.

Em meados do século XIX, a Inglaterra recebeu um grande fluxo de imigrantes irlandeses que superpovoaram as grandes cidades inglesas, incluindo East End. A partir de 1882, refugiados judeus que escapavam de ataques em massa na Rússia Czarista e de outras áreas da Europa Oriental imigraram para a mesma região. A periferia de Whitechapel rapidamente se tornou hiper-habitada. As condições de moradia e trabalho pioraram, e surgiu um número significativo de pessoas pertencentes às classes menos favorecidas. Roubos, violência e alcoólatras eram comuns na região, e a pobreza endêmica levou muitas mulheres à prostituição. Em outubro de 1888, a Polícia Metropolitana de Londres estimou a existência de 62 bordéis e 1 200 mulheres trabalhando como prostitutas em Whitechapel. Os problemas econômicos eram acompanhados por várias tensões sociais. Entre 1886 e 1889, manifestações frequentes levaram a polícia reprimir as multidões e prender manifestantes, culminando no fatídico Domingo Sangrento. Antissemitismo, crimes, nativismo, racismo, distúrbios sociais e depravação severa reforçaram a opinião pública que Whitechapel era um antro de imoralidade. Em 1888, tais opiniões ganharam mais força quando uma série de assassinatos grotescos atribuídos a "Jack, o Estripador" receberam uma cobertura sem precedentes da imprensa.

## Assassinatos

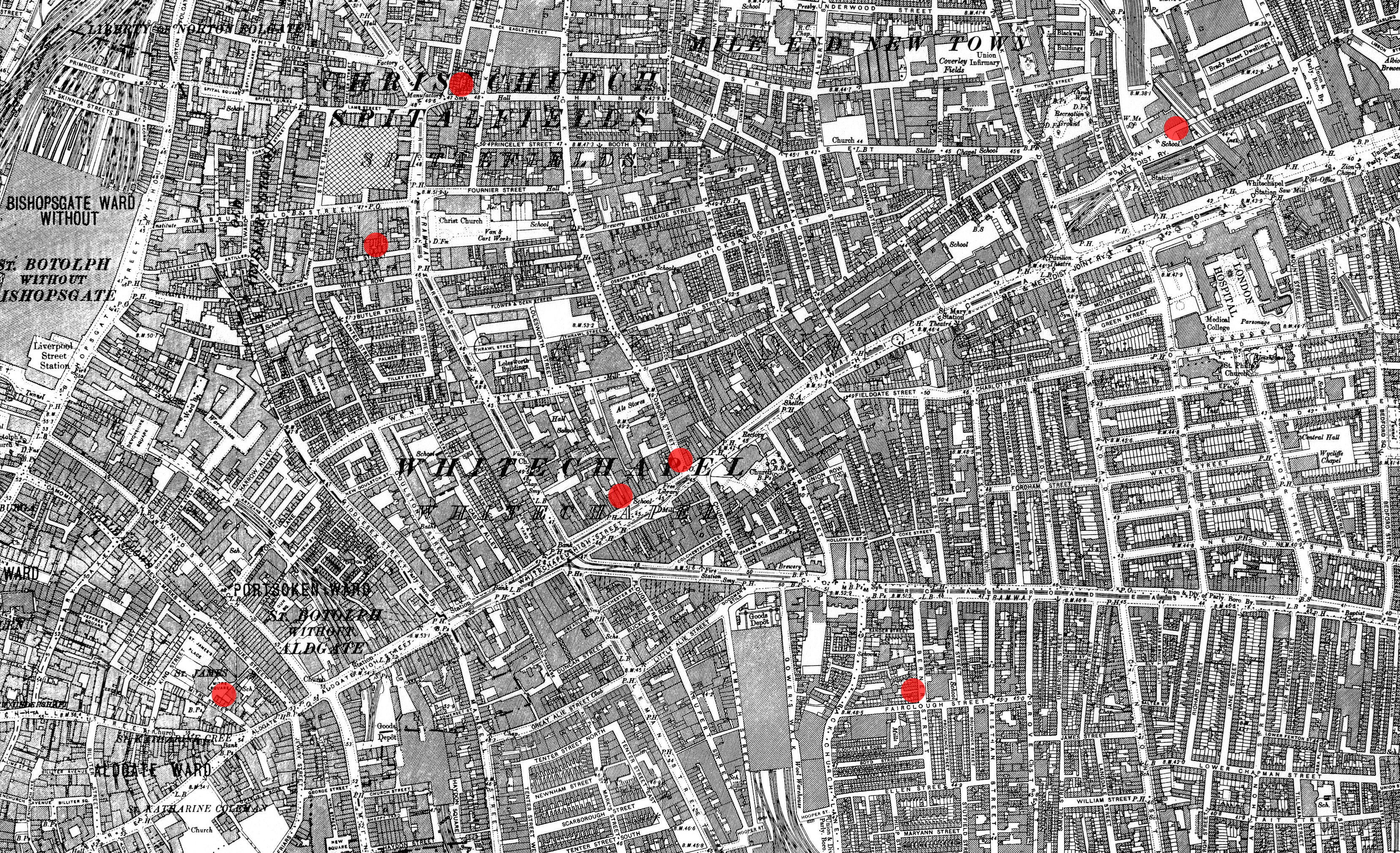
Os locais dos primeiros sete assassinatos de Whitechapel – Osborn Street (centro direita), George Yard (centro esquerda), Hanbury Street (topo), Buck's Row (extrema direita), Berner Street (embaixo, à direita), Mitre Square (embaixo, à esquerda) e Dorset Street (no meio, à esquerda).

Graças ao grande número de ataques contra mulheres em East End durante o período, é incerta a quantidade de vítimas mortas pela mesma pessoa. Onze homicídios independentes, ocorridos entre 3 de abril de 1888 e 13 de fevereiro de 1891, foram reportados pela Polícia Metropolitana de Londres e são conhecidos como os "assassinatos de Whitechapel". As opiniões divergem quais desses homicídios estão ligados ao mesmo culpado, mas cinco desses onze assassinatos ocorridos em Whitechapel, conhecidos como as "cinco canônicas", são amplamente considerados como obras de Jack, o Estripador. A maioria dos especialistas aponta que cortes profundos na garganta, abdômen e áreas genitais, além da remoção dos órgãos internos e mutilações faciais progressivas, tornam distinguível o modus operandi do Estripador. Os dois primeiros casos dos assassinatos de Whitechapel, de Emma Elizabeth Smith e Martha Tabram, não são incluídos nas cinco canônicas.
Emma Smith foi roubada e sexualmente agredida em Osborn Street, Whitechapel, em 3 de abril de 1888. Um objeto afiado, introduzido em sua vagina, rompeu o peritônio. Ela desenvolveu peritonite e morreu no dia seguinte no Royal London Hospital. Ela disse que foi atacada por dois ou três homens, sendo que um deles era adolescente. Mais tarde, a imprensa ligou o ataque aos assassinatos posteriores, mas a maioria dos autores atribui esse incidente a uma gangue violenta sem qualquer relação com o caso do Estripador.
Martha Tabram foi morta em 7 de agosto de 1888; ela sofreu 39 facadas. A selvageria do homicídio, sem qualquer motivo aparente, a proximidade do local (George Yard, Whitechapel) e a data que coincidia com as mortes do Estripador, levaram a polícia ligar o caso com o resto dos assassinatos. O ataque se difere das cinco canônicas já que Tebram foi esfaqueada ao invés de ser estripada na garganta e no abdômen, e muitos especialistas não conectam essa morte com os homicídios posteriores por causa das diferenças no padrão de ataque.

### Cinco canônicas

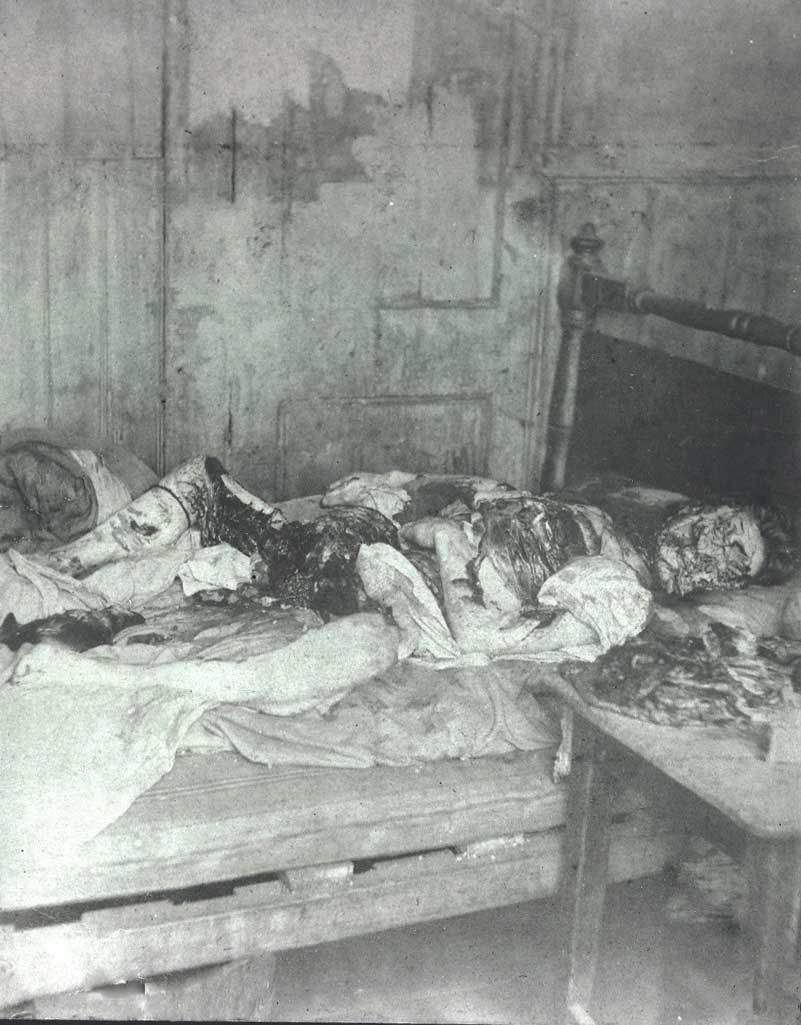
O corpo de Mary Jane Kelly em uma foto tirada pela polícia, encontrada em 13 Miller's Court.

As cinco vítimas canônicas são: Mary Ann Nichols, Annie Chapman, Elizabeth Stride, Catherine Eddowes e Mary Jane Kelly. O corpo de Mary Nichols foi encontrado cerca de 3h40 da manhã em uma sexta-feira em 31 de agosto de 1888, em Buck's Row (atualmente Durward Street), Whitechapel. A garganta foi destroçada por dois cortes, e a parte inferior do abdômen parcialmente aberta por um corte profundo e irregular. Várias outras incisões no abdômen foram causadas pela mesma faca.
O corpo de Annie Chapman foi descoberto às 6:00 da manhã em um sábado de 8 de setembro de 1888, perto de uma porta de um quintal em Hanbury Street, Spitalfields. Como no caso de Mary Nichols, a garganta foi degolada por dois cortes grosseiros, o abdômen completamente aberto, e posteriormente o útero seria constatado como removido. Em um inquérito, uma testemunha alegou ter visto Chapman cerca de 5h30 da manhã acompanhada por um homem de cabelos escuros e de má aparência apesar de seu aspecto cavalheiro.
Elizabeth Stride e Catherine Eddowes foram mortas em uma segunda-feira de madrugada em 30 de setembro de 1888. O corpo de Stride foi encontrado à 1h00 da manhã em Barner Street (hoje Henriques Street) em Whitechapel. A causa da morte se deu por um único brutal e preciso corte na principal artéria do lado esquerdo do pescoço. A ausência de mutilações no abdômen levaram os investigadores a terem dúvidas se a morte de Stride poderia ser atribuída a Jack, o Estripador ou se ele teria sido interrompido durante o ataque. Testemunhas disseram que viram Stride com um homem mais cedo naquela noite mas apontaram diferentes descrições: alguns disseram que a companhia tinha o cabelo loiro, outros que era moreno; alguns testemunharam que ele estava mal vestido, outros que usava roupas caras.

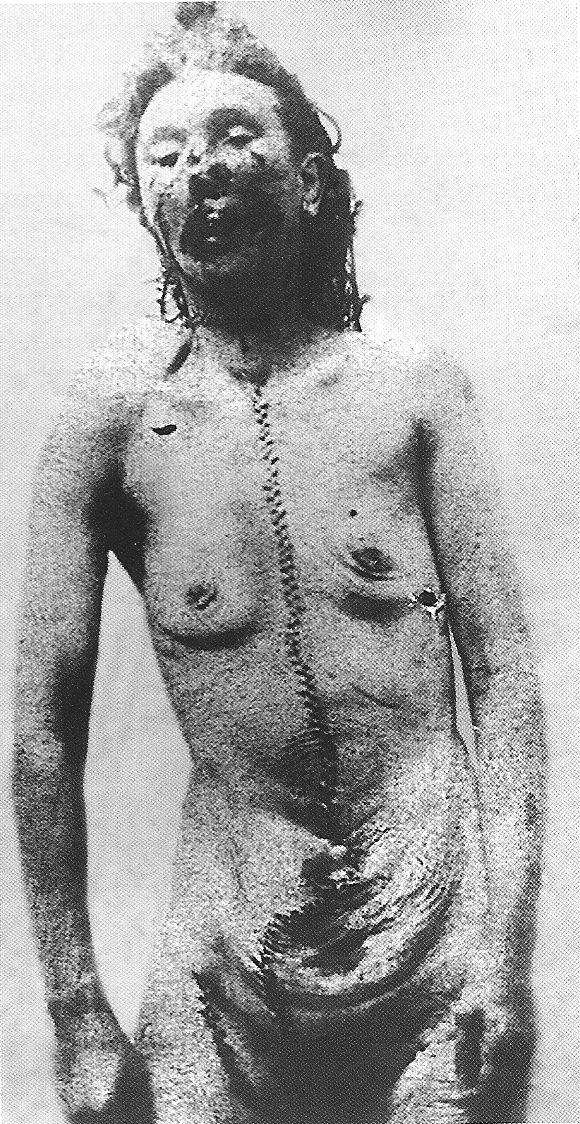
Fotografia do mortuário de Catherine Eddowes.

A próxima vítima foi Catherine Eddowes, com o corpo localizado na Mitre Square na Cidade de Londres, três horas e quarenta e cinco minutos depois de Stride. A garganta foi severamente cortada e o abdômen estripado por um profundo, longo e irregular corte. O rim esquerdo e a maior parte do útero foram removidos. Um morador da região chamado Joseph Lawende, o qual estava passando pela praça com dois amigos um pouco antes do assassinato, descreveu que tinha visto um homem de cabelos loiros e de aparência precária acompanhado por uma mulher, provavelmente Eddowes. Seus amigos não conseguiram confirmar suas afirmações. Os homicídios de Eddowes e Stride mais tarde seriam chamados de o "evento duplo". Parte da roupa ensanguentada de Eddowes foi encontrada na entrada de um apartamento em Goulston Street, Whitechapel. Uma pichação escrita na parede acima onde a peça de roupa seria localizada, ficou conhecida como o Grafite de Goulston Street, e parecia se dirigir aos judeus de forma pejorativa, mas é incerto se o grafite teria sido escrito pelo próprio assassino enquanto ele levava a peça de roupa, ou se sua localização era meramente acidental. Tais grafites eram comuns em Whitechapel. O comandante da Polícia Metropolitana de Londres, Charles Warren, temeu que o grafite pudesse fomentar manifestações antissemitas e ordenou que removessem a pichação na parede antes do alvorecer.
O corpo mutilado e desmembrado de Mary Jane Kelly foi descoberto sobre uma cama em um quarto onde ela vivia em 13 Miller's Court, perto de Dorset Street, Spitalfields, as 10h45 da manhã em uma sexta-feira de 9 de novembro de 1888. A garganta foi destroçada até a espinha, e quase todos os órgãos internos do abdômen retirados. O coração não foi encontrado.

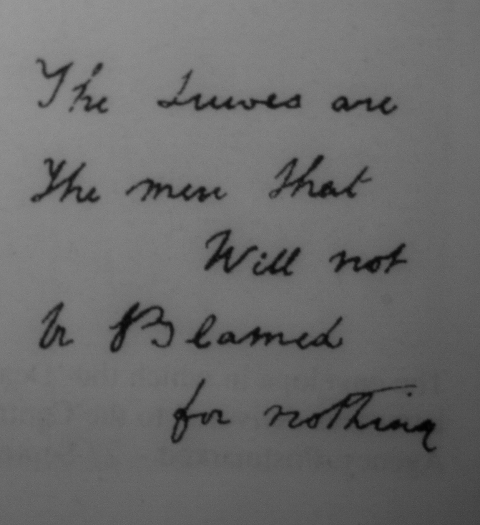
A transcrição (com os erros gramaticais originais) do Grafite de Goulston Street, achado após o assassinato de Catherine Eddowes.

Os cinco assassinatos canônicos foram perpetrados à noite, ou perto do amanhecer, todos no final do mês, ou uma semana antes ou depois. A cada assassinato, as mutilações se tornaram progressivamente mais sádicas, exceto no caso de Stride, cujo ataque pode ter sido interrompido. O incidente de Nichols não registrou nenhuma retirada de órgãos; o útero de Chapman foi removido; o rim e o útero de Eddows foram retirados e sua face mutilada; e Kelly eviscerada e sua face severamente estraçalhada, embora apenas seu coração estivesse desaparecido na cena do crime.
Historicamente, a crença que esses cinco assassinatos foram cometidos pela mesma pessoa provém de documentos contemporâneos que os ligam e excluem os outros homicídios.  Em 1894, Sir Melville Macnaghten, chefe assistente da Polícia Metropolitana de Londres e líder do Departamento de Investigação Criminal (CID, no acrônimo em inglês), escreveu um relatório que atestava: "o assassino de Whitechapel matou apenas cinco vítimas". De maneira similar, as cinco vítimas canônicas foram ligadas umas as outras em uma carta do cirurgião policial Thomas Bond para o chefe do CID Robert Anderson, em 10 de novembro de 1888. Alguns investigadores forenses atestam que alguns dos assassinatos foram trabalhos de um único homicida, mas vários outros se deram por assassinos independentes. Autores como Steward P. Evans e Donald Rumbelow argumentam que as cinco canônicas são um "mito ligado ao Estripador" e que três casos (Nichols, Chapman e Eddowes) definitivamente podem ser relacionados, mas não é certo se os incidentes de Kelly e Stride tem alguma conexão com estes. De maneira controversa, outros supõem que os seis homicídios ocorridos entre os casos de Tebram e Kelly são trabalhos de um único assassino. O Doutor Percy Clark, assistente do patologista George Bagster Phillips, liga apenas três assassinatos ao famoso Estripador e pensa que os restantes foram perpetuados por outro "indivíduo de mente fraca e doentia... que tentou imitar os crimes". Macnaghten não se juntou as forças policiais até um ano depois dos homicídios, e seu memorando contêm uma série de erros factuais sobre os possíveis suspeitos.

### Assassinatos posteriores em Whitechapel
Kelly é geralmente considerada a vítima final do Estripador, e assume-se que os crimes foram interrompidos porque o homicida se sentiu culpado, foi detido, internado ou emigrou. Foram registradas outras vítimas em Whitechapel depois das cinco canônicas; são elas: Rose Mylett, Alice McKenzie, o torso de Pinchin Street e Frances Coles.
Rose Mylett foi achada estrangulada em  Clarke's Yard, High Street, Poplar, em 20 de dezembro de 1888. Não havia sinais de resistência, e a polícia acreditou que ela se enforcou acidentalmente com o próprio colar enquanto estava bêbada ou cometeu suicídio. Apesar dessa conclusão, o júri decretou o veredito de assassinato.
Alice MacKenzie foi morta em 17 de julho de 1889 por um corte na artéria carótida externa esquerda. Vários cortes menores foram encontrados pelo corpo, este por sua vez descoberto no Castelo de Alley, Whitechapel. Em seus exames, o patologista Thomas Bond acreditou que esse era um assassinato do Estripador, embora seu colega George Bagster Phillips, que tinha examinado três corpos das vítimas anteriores, discordou. Pesquisadores mais recentes se dividem entre aqueles que acreditam que o homicídio é obra do Estripador ou se o seu modus operandi teria sido copiado para despistar as suspeitas do verdadeiro assassino.
"O torso de Pinchin Street" foi um torso de uma mulher encontrado sem a cabeça e as pernas em Pinchin Street, Whitechapel, em 10 de setembro de 1889, e nunca identificado. Aparentemente o assassino cometeu o crime em outra região e desmembrou o corpo em vários lugares de propósito.

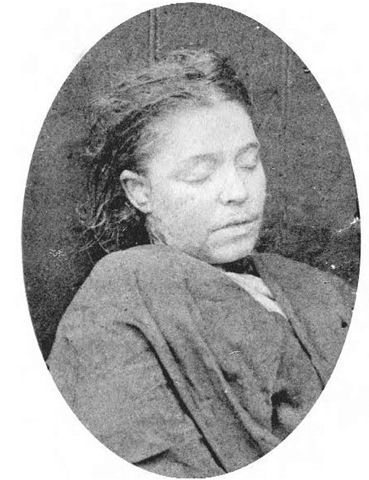
O corpo de Frances Coles foi descoberto em Whitechapel, em 13 de fevereiro de 1891.

Frances Coles foi morta em 13 de fevereiro de 1891 em uma ferrovia em Swallow Gardens, Whitechapel. Sua garganta foi cortada, mas o corpo não sofreu mutilação. James Thomas Sadler teria sido visto com ela mais cedo neste dia e acabou preso pela polícia pelo seu assassinato, e por um momento se acreditou que ele era o Estripador. Seu caso acabou por ser arquivado pela falta de evidências em 3 de março de 1891.

### Outras supostas vítimas
Além dos onze assassinatos de Whitechapel, investigadores conectam outros ataques ao Estripador. No caso de "Fairy Fay", é incerto se o ataque foi real ou forjado para parecer uma obra do Estripador. "Fairy Fay" foi um apelido para denominar uma suposta vítima encontrada em 26 de dezembro de 1887 "após uma estaca ser enfiada através de seu abdômen", mas não foram registrados assassinatos em Whitechapel até perto do natal de 1887. Aparentemente o caso de "Fairy Fay", na verdade, seria uma confusão criada nas investigações do homicídio de Elizabeth Smith, que teve um objeto afiado introduzido em sua vagina. A maioria dos investigadores concorda que a vítima "Fairy Fay" nunca existiu.
Annie Milwood deu entrada na enfermaria de Whitechapel com feridas de faca em suas pernas e na parte inferior do torso em 25 de fevereiro de 1888. Ela foi socorrida mas aparentemente morreu de causas naturais aos 38 anos em 31 de março de 1888. Posteriormente sua morte seria considerada a primeira vítima do Estripador, mas tal postulação não pode ser definitivamente confirmada. Outra suposta vítima anterior às cinco canônicas seria Ada Wilson, que sofreu duas facadas em sua garganta em 28 de março de 1888. Um caso distinto é de Annie Farmer, que residia na mesma moradia de Martha Tabram e supostamente atacada em 21 de novembro de 1888. Ela teve um corte superficial em seu pescoço, mas possivelmente autoinduzido.

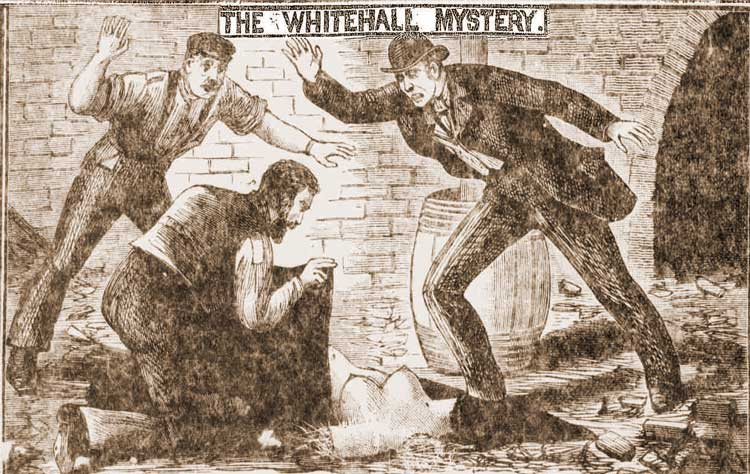
O "Mistério de Whitehall", ocorrido em outubro de 1888.

O "Mistério de Whitehall" é um termo cunhado para o caso de um torso desmembrado de uma mulher encontrado em 2 de outubro de 1888, mais especificamente em meio às construções do Norman Shaw Buildings em Whitehall. Um braço pertencente ao corpo acabaria sendo descoberto um pouco antes boiando no rio Tâmisa, perto de Pimlico, e uma das pernas foi posteriormente descoberta enterrada próximo onde o torso seria encontrado. Outros membros e a cabeça nunca foram recuperados e o corpo jamais identificado. As mutilações eram similares aquelas do caso de Pinchin Street, onde as pernas e as mãos foram estraçalhadas, mas os braços ficaram intactos. O Mistério de Whitehall e o incidente de Pinchin Street podem fazer parte de uma série de assassinatos chamados de "Mistérios do Tâmisa", cometidos por um único homicida designado o "Assassino do Torso". É discutível se Jack, o Estripador e o "Assassino do Torso" são a mesma pessoa ou homicidas em série independentes que atuaram na mesma área. O modus operandi do "Assassino do Torso" se difere do Estripador, e a polícia da época não relacionou ambos os casos. Elizabeth Jackson era uma prostituta que teve seu corpo desmembrado e encontrado no rio Tâmisa em junho de 1889, com todas as partes sendo reunidas durante um período de três semanas. Ela pode ter sido outra vítima do "Assassino do Torso".
John Gill, um garoto de sete anos de idade, foi encontrado morto em Bradford em 29 de dezembro de 1888. Suas pernas foram destroçadas, seu abdômen aberto, o intestino arrancado para fora, e seu coração e uma orelha removidos. As similaridades com a morte de Mary Kelly levou a imprensa especular que o Estripador tinha cometido a atrocidade. O empregador do garoto, o leiteiro William Barrett, foi preso duas vezes pelo assassinato por evidências circunstânciais, todavia solto logo depois. Nenhuma outra pessoa acabou sendo detida pelo crime.
Carrie Brown (apelidada de "Shakespeare", por frequentemente recitar sonetos Shakespearianos) foi estrangulada por uma peça de roupa e então mutilada com uma faca em 24 de abril de 1891 na Cidade de Nova Iorque. Seu corpo foi encontrado com um longo corte na virilha e incisões superficiais nas pernas e nas costas. Nenhum órgão acabaria por ser removido, embora um ovário tenha sido achado na cena do crime, intencionalmente retirado ou extraído sem querer pela brutalidade do ataque. Na época, o crime seria comparado com os de Whitechapel, embora a Polícia Metropolitana tenha concluído que não existia qualquer ligação.

## Investigações

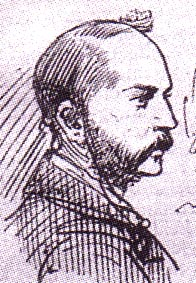
O inspetor Frederick Abberline, 1888.

Os documentos sobreviventes da polícia sobre o caso dos assassinatos em Whitechapel dão uma visão geral sobre as investigações de homicídios na era vitoriana. Várias equipes policiais conduziram inquéritos em cada casa de Whitechapel. Material forense foi coletado e examinado. Suspeitos foram identificados, investigados mais profundamente ou descartados do inquérito. A polícia moderna basicamente ainda segue o mesmo procedimento. Mais de 2 mil pessoas foram entrevistadas, cerca de 300 investigadas e 80 detidas.
A investigação foi inicialmente conduzida pela Polícia Metropolitana de Whitechapel, mais especificamente pelo Departamento de Investigação Criminal (CID), liderado pelo Inspetor Detetive Edmund Reid. Após o assassinato de Nichols, os Inspetores Detetives Frederick Abberline, Henry Moore e Walter Andrews foram mandados para o Escritório Central da Scotland Yard a fim de ajudarem nas investigações. A Polícia da Cidade de Londres foi acionada sob o comando de Inspetor Detetive James McWilliam depois do homicídio de Eddowes, já que ocorreu na região da Cidade de Londres. As investigações como um todo foram dificultadas pelo fato de o novo chefe do CID, Robert Anderson, estar de licença na Suíça entre 7 de setembro e 6 de outubro, exatamente quando Chapman, Stride e Eddows foram mortas. Isso levou o Comissário da Polícia Metropolitana, Sir Charles Warren, a nomear o Inspetor Chefe Donald Swanson para coordenar os inquéritos da Scotland Yard.

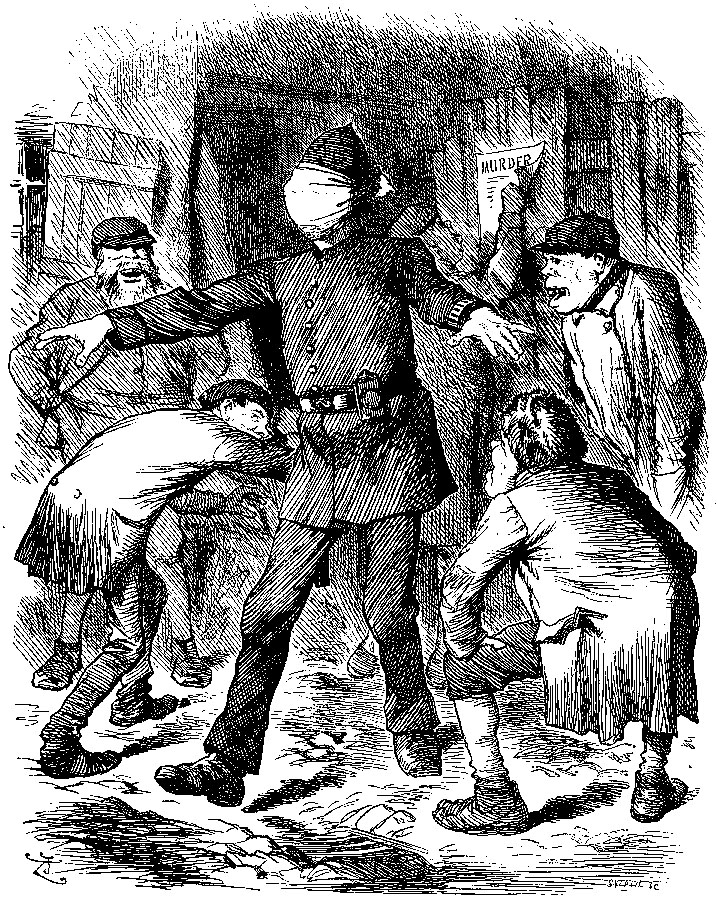
"Cabra-cega": cartoon da Punch de 22 de setembro de 1888 por John Tenniel,
criticando a suposta incompetência da polícia no caso. O fracasso dos oficiais em capturar o Estripador reforçou a visão de radicais que achavam que a polícia era inapta e mal gerenciada.

Um grupo de cidadãos voluntários de East End, chamados de o Comitê de Vigilância de Whitechapel, patrulharam as ruas em busca de figuras suspeitas, em parte por causa da insatisfação popular em relação aos esforços da polícia. Eles pressionaram o governo a aumentar as recompensas por informações sobre o assassino, e contrataram detetives particulares a fim de conduzirem inquéritos independentes.
Açougueiros, cirurgiões e médicos se tornaram suspeitos por causa do método das mutilações. Uma nota remanescente escrita pelo Alto Comissário da Polícia da Cidade de Londres, Henry Smith, indica que os todos os açougueiros locais foram investigados, mas acabaram inocentados. Um relatório do Inspetor Swanson confirma que 76 açougueiros foram intimados, e o inquérito abrangeu todos os empregados do setor por seis meses. Algumas figuras contemporâneas da época, incluindo a Rainha Vitória, pensaram que a natureza dos crimes indicava que o culpado era um açougueiro ou um empregado de alguma tripulação envolvida na exportação de gado, um negócio em que a Inglaterra exportava para toda a Europa continental. Whitechapel ficava próximo das Docas de Londres e normalmente as embarcações atracavam às quintas e sextas e partiam aos sábados e domingos. As datas de partida das embarcações foram examinadas na época dos assassinatos, mas nenhuma delas coincidia com as ocorrências dos crimes, e a ampla transferência de tripulantes entre os barcos arruinou qualquer tentativa de investigação.

### Perfil criminal
No fim de outubro de 1888, Robert Anderson pediu ao policial cirurgião Thomas Bond para dar sua opinião em relação às habilidades cirúrgicas do assassino. A opinião dita por Bond sobre o "Assassino de Whitechapel" é um dos primeiros casos conhecidos de perfil criminal. As conclusões de Bond se basearam em seus próprios exames das vítimas mutiladas e das conclusões post-mortem das primeiras quatro canônicas. Ele escreveu:
Não existem dúvidas que todos os cinco homicídios foram cometidos pela mesma pessoa. Nas quatro primeiras as gargantas foram abertas da esquerda para a direita, apenas no último caso é impossível saber em qual direção se deu o corte fatal, mas a principal artéria do pescoço foi encontrada esmagada na parede perto onde a cabeça da mulher estava posicionada. Todas as circunstâncias levam a crer que a mulher deveria estar disposta por baixo quando o crime ocorreu e em todos os casos a garganta foi a primeira a ser cortada.
Bonde discordou veementemente sobre a ideia de que o assassino detinha qualquer conhecimento científico e anatômico, ou mesmo "a técnica de um açougueiro". Em sua opinião, o homicida deveria ser um homem de hábitos solitários, sujeito a "ataques periódicos de sadismo e mania sexual", e a natureza das mutilações possivelmente indicavam "hipersexualidade".  Bond também atestou que "o impulso homicida talvez tenha sido desenvolvido por condições mentais doentias e vingativas, ou ainda sua mania religiosa tenha sido o engate para tal doença, mas nenhuma dessas possibilidades é plausível".
Não existem evidências de qualquer tentativa de estupro das vítimas, embora psicólogos acreditem que o assassino penetrou as genitálias das prostitutas com uma faca e "as deixou em uma posição sexualmente degradante com as feridas expostas", indicando que o perpetuador teria um prazer sexual nos ataques. Essa hipótese é desafiada por outros especialistas que negam tal possibilidade como incoerente e sem qualquer corroboração.

## Suspeitos

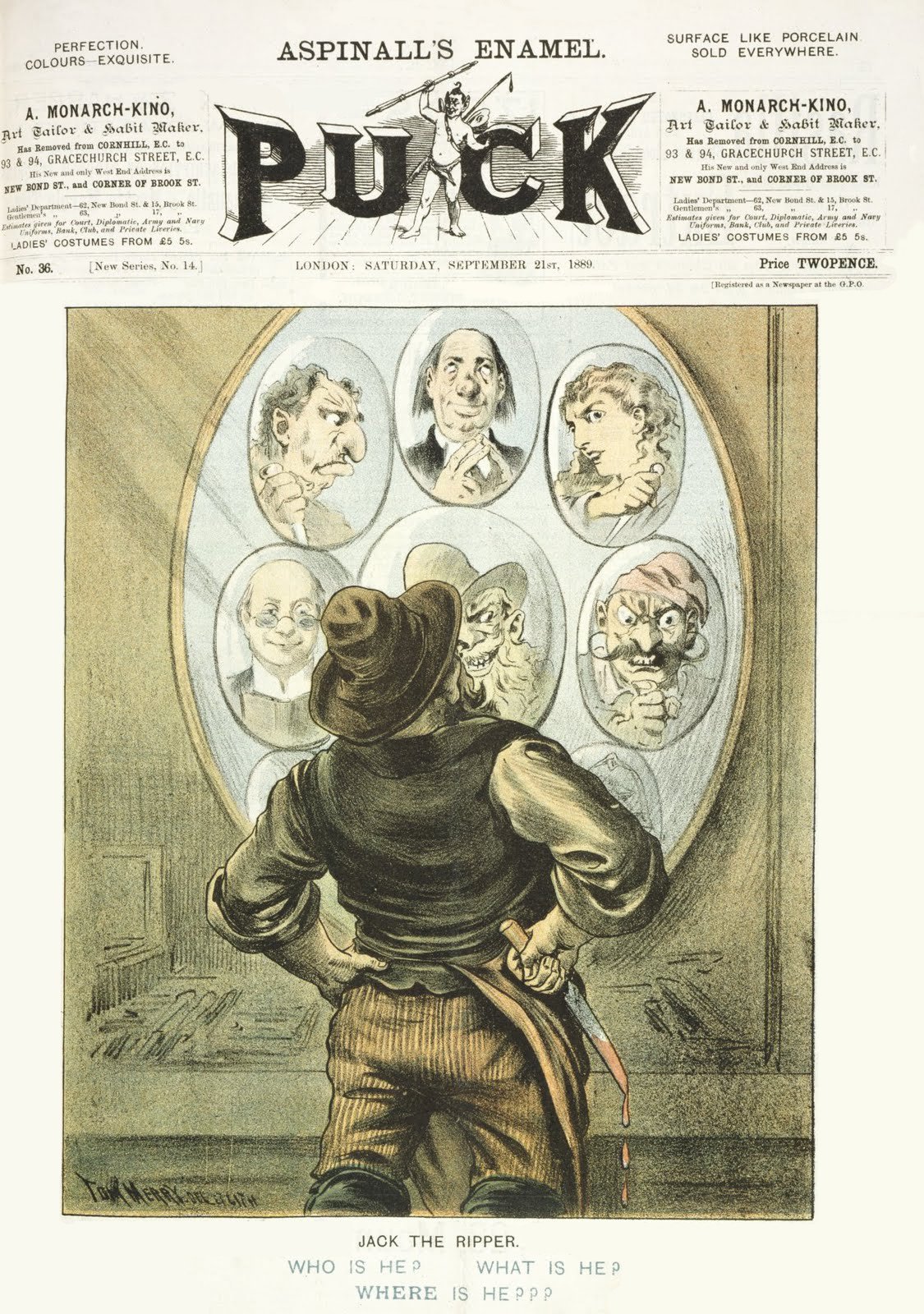
Especulação sobre a identidade de Jack, o Estripador: capa da revista Puck de 21 de setembro de 1889, feita pelo cartunista William Mecham.

As datas dos crimes que se concentraram perto dos finais de semana e feriados, e as ocorrências dos assassinatos em ruas próximas, indicaram que o Estripador era um trabalhador de emprego regular e vivia na região. Outros pensaram que o homicida era uma pessoa bem educada e rica, possivelmente um médico ou aristocrata que se aventurou em Whitechapel ao deixar a segurança da região em que morava. Tais hipóteses se enraizaram na cultura popular e criaram paranoia sobre a confiabilidade dos profissionais médicos, falta de confiança na ciência moderna, ou ainda indignação da exploração dos pobres pelos ricos. Suspeitos foram considerados o assassino anos depois dos homicídios, e alguns foram apenas ligados ao caso através de documentos contemporâneos, e jamais considerados pela polícia da época. Já que todos que viveram no período estão mortos, existe a brecha para que autores modernos possam acusar qualquer um "sem nenhuma evidência histórica". Suspeitos levantados pelos oficiais da era vitoriana incluem três memorandos de Melville Macnaghten em 1894, mas evidências no melhor dos casos são circunstanciais.
Os suspeitos propostos anos após os assassinatos incluem praticamente qualquer pessoa remotamente ligada ao caso por documentos da época, além de muitos nomes famosos que nunca foram considerados na investigação policial, como o príncipe Albert Victor, o artista Walter Sickert e o escritor Lewis Carroll. Todos que estavam vivos naquela época já morreram há muito tempo e autores modernos estão livres para acusar qualquer pessoa "sem qualquer necessidade de evidências históricas que sustentem suas alegações". Entre os suspeitos mencionados em documentos policiais da época estão três citados no memorando de Sir Melville Macnaghten, de 1894, mas as evidências contra cada um deles são, na melhor das hipóteses, circunstanciais.
Além das contradições e da falta de confiabilidade dos relatos da época, as tentativas de identificar o assassino são dificultadas pela ausência de qualquer evidência forense confirmada. Análises de DNA tentaram ligar Aaron Kosminski (um barbeiro de Whitechapel) a evidências da cena do crime e Walter Sickert a cartas (possivelmente falsas) que alegavam ser do Estripador. No entanto, a metodologia científica usada para sustentar essas alegações mutuamente incompatíveis tem sido criticada. O DNA mitocondrial recuperado das evidências não corroboradas da cena do crime, comparado com descendentes não divulgados de Kosminski (que não teve filhos), é considerado questionável. Testes de DNA em cartas existentes são inconclusivos; o material disponível foi manuseado muitas vezes e está muito contaminado para fornecer resultados significativos. O estudo que vinculava Kosminski ao caso não pôde ser replicado, e os dados originais não puderam ser localizados, levando o Journal of Forensic Sciences a publicar posteriormente uma nota oficial de preocupação.
Existem muitas teorias sobre a verdadeira identidade e profissão de Jack, o Estripador, mas autoridades não concordam com nenhuma delas, e chegam a existir mais de cem suspeitos ainda hoje.

## Cartas
Durante os assassinatos do Estripador, a polícia, jornais e outros receberam centenas de cartas relacionadas ao caso. Algumas foram úteis em ajudar os oficiais a prosseguirem nas investigações, mas a maioria delas acabou se revelando inútil.
Centenas de cartas diziam ser escritas pelo próprio assassino, e três delas chamaram a atenção da polícia: a carta Dear Boss, o cartão-postal Saucy Jacky e a carta From Hell.
A carta Dear Boss, datada de 25 de setembro, foi carimbada em 27 de setembro de 1888. Recebida no mesmo dia pela Central News Agency e mandada para a Scotland Yard em 29 de setembro. Inicialmente seria considerada falsa, mas três dias depois de ser aberta, quando Eddowes foi encontrada com as orelhas parcialmente arrancadas, a carta que prometia "arrancar as orelhas das 'damas' (sic)" ganhou atenção. As orelha de Eddowes parecem ter sido acidentalmente extirpadas durante o ataque de Jack, e a ameaça da carta que prometia entrega-las à polícia nunca se realizou. O nome "Jack, o Estripador" teria sido primeiramente usado pelo signatário dessa carta e ganhou fama mundial depois de sua publicação. A maioria das cartas que se seguiram adotou o mesmo tom ameaçador. Algumas fontes alegam que outra carta datada de 17 de setembro de 1888 foi a primeira a usar o nome "Jack, o Estripador", mas muitos especialistas acreditam que ela é um engodo implantada nos documentos da polícia no século XX.

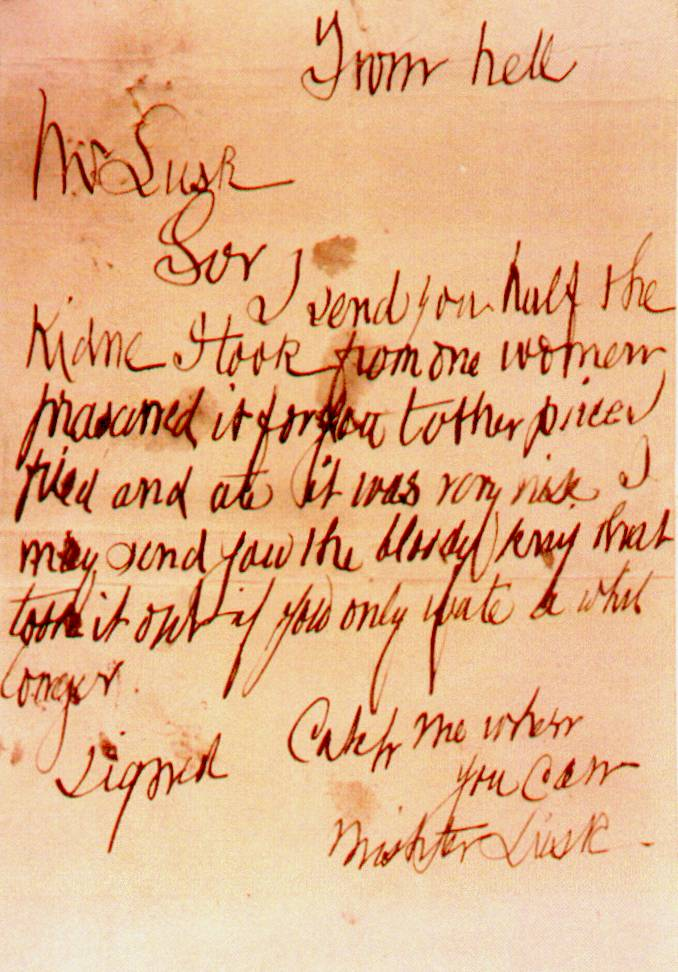
A carta From Hell.

O cartão-postal Saucy Jacky foi carimbado em 1 de outubro de 1888 e recebido no mesmo dia pela Central News Agency. O estilo de letra era similar ao da carta "Dear Boss". Mencionava que duas das vítimas foram mortas muito perto uma da outra: o "evento duplo", provavelmente se referindo as mortes de Stride e Eddowes. Acabaria por ser sugerido que a carta teria sido escrita antes de os assassinatos serem divulgados, o que torna improvável um signatário farsante ter tido conhecimento dos crimes, mas foi carimbada mais de 24 horas depois de os homicídios ocorrerem, tempo suficiente para os detalhes serem conhecidos, publicado pelos jornalistas e comentado entre os residentes de Londres.
A carta "From Hell" foi recebida por George Lusk, líder do Comitê de Vigilância de Whitechapel, em 16 de outubro de 1888. O estilo de escrita não se assemelha a carta Dear Boss e o cartão-postal Saucy Jacky. A carta veio em uma pequena caixa de madeira onde Lusk descobriu a metade de um rim, preservado no "espírito do vinho" (etanol). O rim esquerdo de Eddowes foi removido pelo assassino. A carta alegava que o signatário tinha "fritado e comido" a outra metade desaparecida do rim. Existe um debate sobre a natureza do órgão; alguns acreditam que pertence a Eddowes, e outros argumentam que não passa de alguma brincadeira macabra. O rim foi examinado pelo Doutor Thomas Horrocks Openshaw do Royal London Hospital, que determinou que de fato era humano e pertencente ao lado esquerdo, mas (ao contrário do que as notícias jornalísticas alegaram) não pode concluir nenhuma outra característica biológica. Mais tarde Openshaw também recebeu outra suposta carta escrita por Jack.
A Scotland Yard publicou cartazes da carta "Dear Boss" em todas as ruas de Londres em 3 de outubro, em uma tentativa desesperada em achar alguém que reconheceria o estilo de escrita. Charles Warren explicou em uma carta para Godfrey Lushington, Secretário de Estado para os Assuntos Internos, o seguinte: "eu acho que todos esses bilhetes supostamente escritos por Jack não passam de mentiras, mas de qualquer maneira somos obrigados a verifica-las". Em 7 de outubro de 1888, George Robert Sims, no jornal Sunday Referee, afirmou para o escândalo de muitos que as cartas foram escritas por jornalistas em uma tentativa de "explodir as vendas de jornais". Alguns policiais posteriormente alegariam que identificaram um jornalista específico que seria o autor tanto da carta "Dear Boss" quanto do cartão-postal. O jornalista acabaria sendo identificado como Tom Bullen em uma carta do Inspetor Chefe John Littlechild  para George R. Sims em 23 de setembro de 1913. Um jornalista chamado Fred Best confessou em 1931 que supostamente ele e um colega do jornal The Star escreverem as cartas assinadas por "Jack, o Estripador" com o objetivo de aumentar o interesse no caso e "manter os negócios vivos".

## Mídia

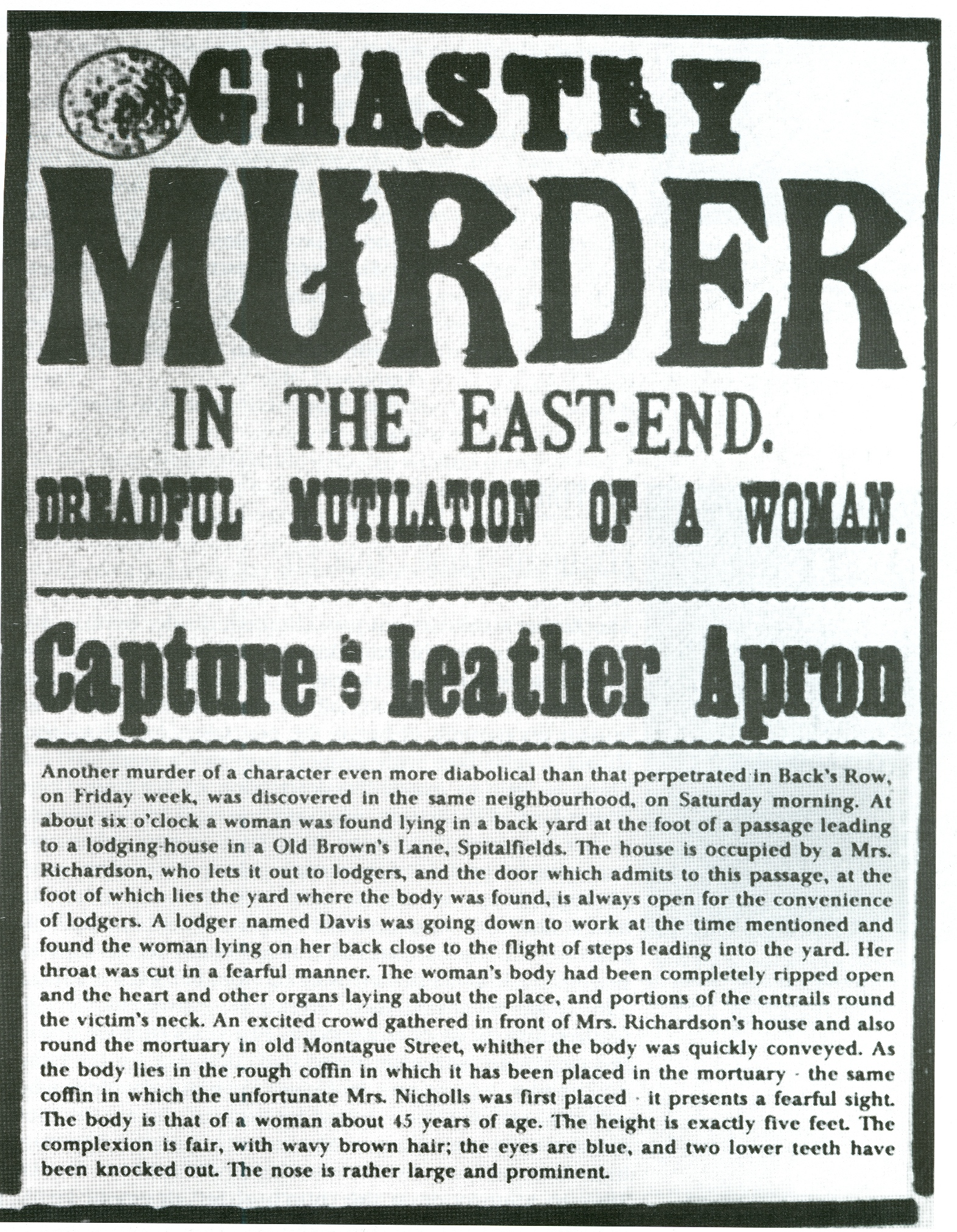
O jornal Broadsheet mencionando o assassino como "Avental de Couro", setembro de 1888.

Os assassinatos do Estripador marcam um divisor de águas de como os jornalistas tratavam os crimes. Jack, o Estripador não foi o primeiro assassino em série, mas acabou sendo o primeiro caso a criar um frenesi mundial na mídia. Reformas tributárias na década de 1850 permitiram uma maior circulação de jornais por um preço menor. Essa produção mais acessível de jornais acarretou em superdifusão desses folhetos, que chegavam a ter um preço de venda equivalente a metade de um pêni, juntamente com revistas populares tal como o The Illustrated Police News, o qual beneficiou a popularidade do Estripador com uma publicidade criminal sem paralelos na época.
Após o homicídio de Nichols no início de setembro, o Manchester Guardian reportou que: "Qualquer que seja a informação em posse da polícia, é necessário que seja mantido em segredo... Acredita-se que a atenção deles está direcionada para... um sujeito misterioso chamado "Avental de Couro". Os jornalistas se frustraram quando o CID revelou detalhes das investigações oficiais para o público, então em resposta a imprensa começou a noticiar conteúdos de veracidade questionável. Descrições imaginativas sobre o "Avental de Couro" começaram a aparecer nos jornais, contudo jornalistas rivais desmentiram esses relatos como "pensamentos fantasiosos da cabeça dos repórteres". Um judeu morador da região chamado John Pizer, que fazia calçados de couro, era conhecido pelo nome "Avental de Couro" e foi preso, embora um inspetor investigativo tenha dito que "no presente momento não existem evidências ou qualquer outra coisa contra ele." Ele não demorou a ser solto após a confirmação de seu álibi.
Após a publicação da carta "Dear Boss", o nome "Jack, o Estripador" suplantou o apelido "Avental de Couro" conforme a imprensa e o público passaram a denominar o assassino dessa maneira. O nome "Jack" já era usado para descrever outro maníaco londrino: "Spring Heeled Jack", que supostamente saltava de paredes altas para atacar e atordoar as vítimas, e então escapava tão rápido quanto aparecera. A adoção de um apelido para um assassino se tornou padrão na mídia e pode ser exemplificado em vários casos, tais como o lenhador de Nova Orleans, o estrangulador de Boston e o sniper de Beltway. Exemplos derivados de Jack, o Estripador incluem: o Estripador Francês, o Estripador de Düsseldorf (ou Vampiro de Düsseldorf) , o estripador de Camden, o estripador "Blackout", Jack, o Stripper, o estripador de Yorkshire e o estripador de Rostov. A mídia sensacionalista, combinado com o fato de ninguém ter certeza sobre o culpado, confundiu as investigações da época e criou um clima de incerteza sobre possíveis assassinos em série futuros que sairiam impunes.

## Legado

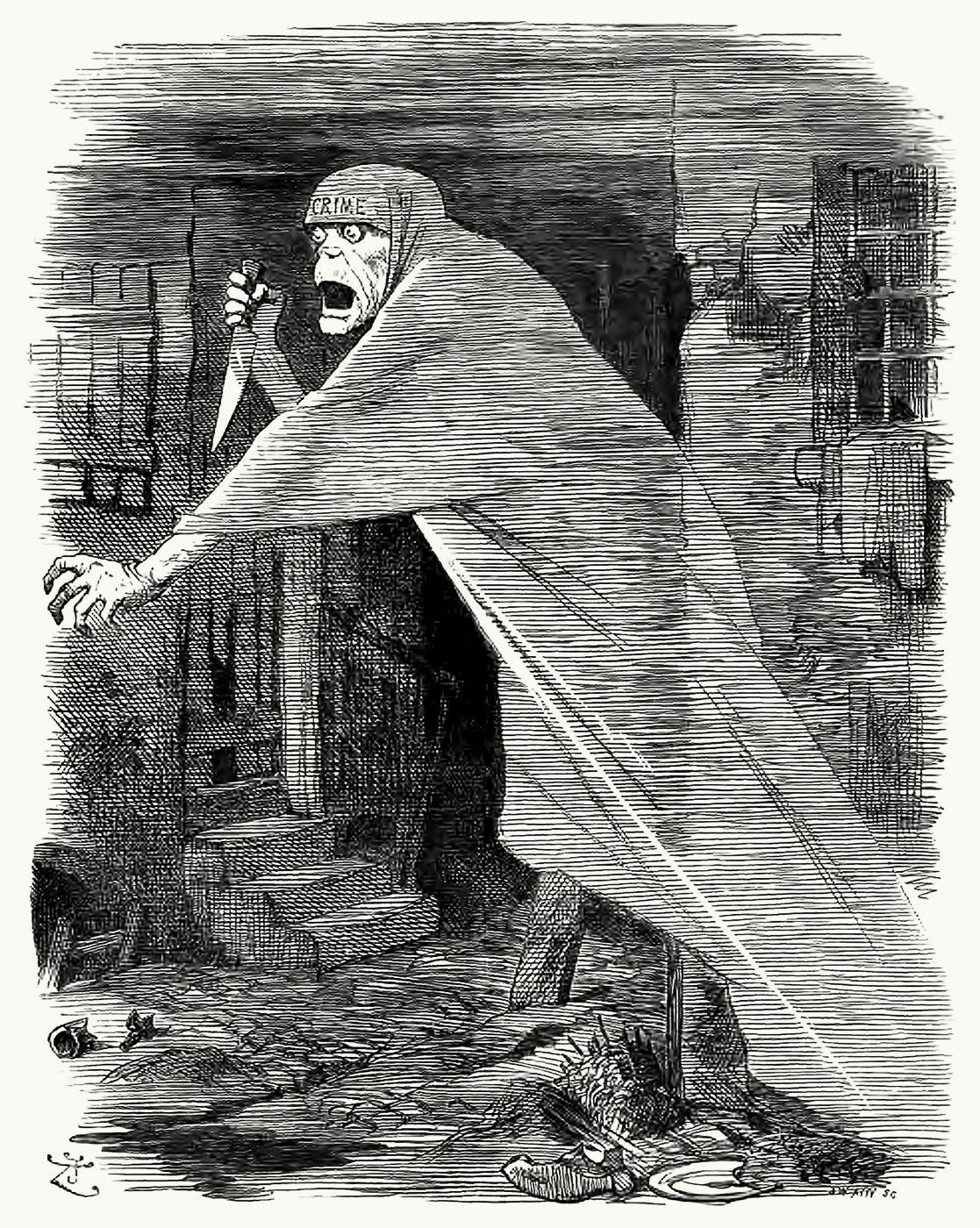
O "Nêmesis da Negligência": Jack, o Estripador retratado como um fantasma assombrando Whitechapel e 'personificando' a negligência social, em um cartoon da Punch de 1888.

A natureza dos assassinatos e das vítimas chamou a atenção das condições miseráveis em East End e chocou a opinião pública contra as superpopulações e a falta de estruturas sanitárias nos subúrbios. Duas décadas depois dos assassinatos, os subúrbios mais precários foram demolidos e reformulados, mas as ruas e algumas construções sobreviveram e a fama do Estripador continuou nas regiões onde aconteceram os homicídios. O pub Ten Bells em Commercial Street era frequentado por pelo menos uma das vítimas e se tornou uma atração por muitos anos.  Em 2015, o Jack the Ripper museum (Museu Jack, o Estripador) foi inaugurado na região leste de Londres.
Durante e depois das atrocidades, "Jack, o Estripador se tornou o maior pesadelo das crianças" e era usado pelos adultos para amedrontá-las. Jack era frequentemente retratado como um fantasma ou monstro. Nas décadas de 1920 e 1930, ele foi descrito em um filme como uma pessoa de  aparência comum (podendo ser portanto qualquer indivíduo) e que perseguia silenciosamente suas vítimas desavisadas; uma atmosfera maligna foi criada com efeitos de luz e sombra. Na década de 60, o Estripador se tornou "um símbolo da aristocracia predatória", e era retratado com um cavalheiro de vestes chiques. O establishment como um todo se tornou um vilão, com Jack encarnando os exploradores das classes mais abastadas. Nos anos seguintes, a imagem do Estripador mudou para um personagem de histórias de terror, emprestando e pegando emprestados muitos elementos destes, como Drácula e Frankenstein. O legado ficcional de Jack se disseminou em múltiplos gêneros, desde romances policiais de Sherlock Holmes até filmes de terror eróticos japoneses.
Seguindo o caminho contrário de relatos contraditórios e imprecisos, tentativas contemporâneas em identificar o verdadeiro assassino esbarram na falta de evidências forenses. Análises de DNA das cartas são inconclusivas; e o material disponível foi manejado muitas vezes e está demasiado contaminado para providenciar qualquer resultado confiável. Existem alegações precipitadas apontando evidências de DNA para dois diferentes suspeitos, e o método científico de ambos foi questionado.
Jack, o Estripador é protagonista em centenas de obras ficcionais e os trabalhos se divergem entre fato e ficção, incluindo cartas assinadas por ele e até um falso diário. O famoso assassino em série aparece em romances, poemas, histórias em quadrinhos, jogos, canções, peças de teatro, óperas, programas televisivos e filmes. Mais de 100 livros de não-ficção investigam os assassinatos de Jack, tornando-o um dos temas mais comuns na literatura forense. O termo em inglês "ripperology" foi cunhado por Colin Wilson na década de 70 para descrever os estudos de profissionais e amadores. Os periódicos Ripperana, Ripperologist e Ripper Notes publicam essas investigações.
Não existe uma estátua de cera do Estripador na câmara dos horrores de Madame Tussauds, ao contrário de outros assassinos menos famosos, já que de acordo com a política do museu é desencorajado modelar pessoas de aparência desconhecida. Ao invés disso ele é retratado como uma sombra. Os leitores da BBC History Megazine elegeram Jack, o Estripador como o pior britânico de todos os tempos.